# Alte Kapelle Cossebaude

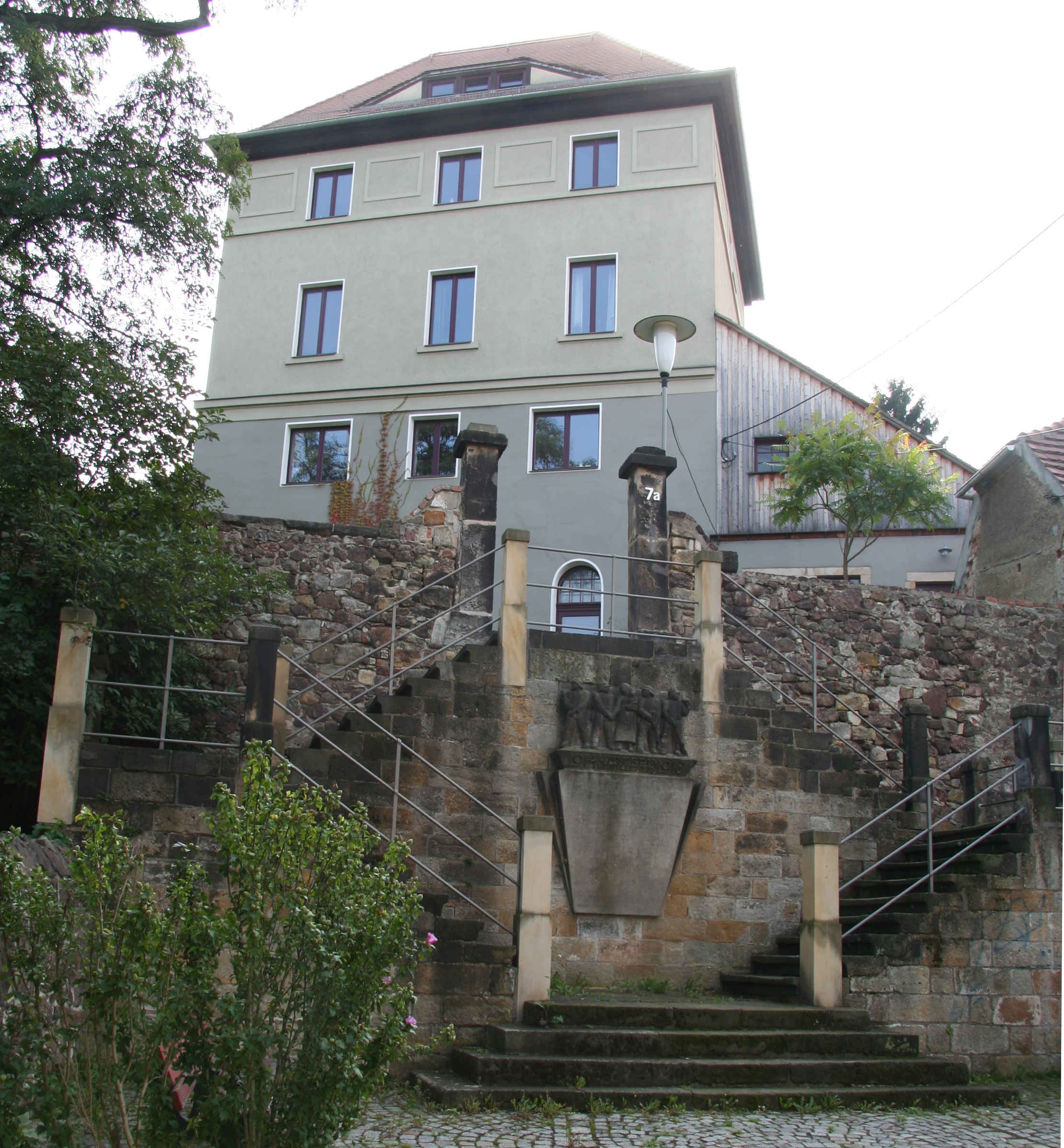
Alte Kapelle Cossebaude

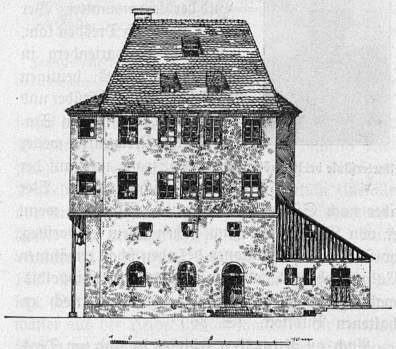
Darstellung der Kapelle bei Gurlitt, 1904

Die Alte Kapelle ist eine im 13. Jahrhundert entstandene, heute nicht mehr genutzte Kapelle im Dresdner Stadtteil Cossebaude. Das Gebäude ist als Baudenkmal in die Denkmalliste der Stadt Dresden eingetragen.

## Geschichte
Die Kapelle, welche zu den ältesten Kirchen im oberen Elbtal gehört, entstand wahrscheinlich im 13. Jahrhundert und war Teil des 1263 erstmals genannten Vorwerkes Cossebaude. 1441 wurde sie der heiligen Dorothea geweiht und unterstand dem Domstift Meißen. Im Jahr 1492 ließ der Meißner Dompropst Johannes von Konigspergh das Vorwerk auflösen und die aus diesem hervorgegangene Gemeinde Cossebaude zu einem eigenen Kirchspiel erklären. Zugleich diente die Kapelle als Wohnsitz eines Priesters. Diesem oblag die Eintreibung der mit dem Weinbau verbundenen kirchlichen Abgaben.
Nach der Reformation wurde die Alte Kapelle 1578 in ein evangelisches Gotteshaus umgewandelt und gehörte als Filialkirche zur Kirche von Briesnitz. Die wöchentlichen Sonntagsgottesdienste wurden dabei vom Lehrer, vierteljährlich vom Briesnitzer Pfarrer gehalten. Um 1700 erfolgte eine Aufstockung des spätgotischen Baus, der in diesem Zusammenhang ein Walmdach erhielt. 1901 wurde Cossebaude zu einer selbständigen Kirchgemeinde erklärt. Da die Alte Kapelle nicht mehr den Anforderungen genügte, ließ man 1902 den Maschinensaal der ehemaligen Weinpresse des Dorfes an der Talstraße 9 zum Betsaal umbauen. Nach dessen Fertigstellung wurde die Alte Kapelle nicht mehr kirchlich genutzt und 1921 zum Wohnhaus umgebaut. Zuvor befand sich hier für einige Jahre das örtliche Heimatmuseum.